# Білянка (притока Лени)

Басейн Лени

Білянка (якут. Белянка, рос. Белянка) — річка в Якутії, права притока Лени. Довжина — 217 км, площа басейну — 4560 км². Бере початок на Верхоянському хребті.
За даними Державного водного реєстру Російської Федерації входить у Ленський басейновий округ. Код водного об'єкта — 18030700112117400000406.